# Останні діти Шевенборна
Останні Діти Шевенборна або ... так виглядає наше майбутнє?(Нім.: Die letzten Kinder von Schewenborn) - науково -фантастичний роман німецької письменниці Ґудрун Паузеванґ, опублікований 1983 року, в якому авторка розробляє сценарій ядерної війни в Західній Німеччині, у вигаданому місті Шевенборн. Це місто має реальний зразок для наслідування: місто Шліц у Східному Гессені, місце проживання самої Паузеванґ в той час.
1983 року роман отримав дві премії:  La vache qui lit та Buxtehuder Bulle.

## Стислий сюжет
Дія роману відбувається за часів Холодної війни. Оповідачем від першої особи є Роланд Бенневіц з Франкфурта-Бонамеса, якому на початку історії 12 років, який їде в Шевенборн зі своїми батьками Клаусом і Інге, а також своїми сестрами Джудіт і Керстін, щоб відвідати там бабусю і дідуся.

Незважаючи на міжнародну кризу між Заходом і Сходом, сім'я вирішує відправитися в подорож. Під час поїздки, в декількох кілометрах від Шевенборна, вони стають  свідками великого, сильного вибуху. Батько одразу ж підозрює, що, мабуть, вибухнула атомна бомба, і хоче повернутися додому, але мати турбується про бабусю і дідуся і  хоче добратися до  Шевенборну, щоб побачити їх.  Оскільки повалені вибухом дерева заважають рухатися далі на автомобілі, батьки і діти проходять решту шляху пішки.
Родина прибула до Шевенборну цілою і неушкодженою. Бабусі й дідусі немає вдома, але під час вибуху вони явно перебували у місті  Фульда,  що знаходиться приблизно в двадцяти кілометрах від Шевенборна.  Мати Роланда відправляється туди пішки і виявляє, що місто повністю зруйноване. Після повернення вона повідомляє чоловікові, що там ніхто не вижив, і  вона нікого не знайшла. Вона також розповідає, що ти люди, що залишилися живими в містечках, що розташовані між Шевенборном та Фульдою, мають важкі поранення і прямують у бік Шевенборна.

Оскільки дороги перекриті поваленими деревами, сім'я більше не має можливості повернутися до Франкфурта.

Тому родина розміщується в пошкодженому будинку бабусі і дідуся і відтепер вони повинні мати справу з наслідками нападу: зруйноване електропостачання, немає водопровідної води, телефонна мережа не працює, місто відрізане від усіх джерел новин.  Незабаром, у частково зруйнованому Шевенборні, порядок повністю руйнується: добігають кінця запаси продовольства,  починають відбуватися грабежі з замахами і вбивствами. Особливо після того, коли згідно  свідченням  тих людей, що вижили, стає зрозуміло, що допомоги ззовні можна 
не очікувати:  кажуть, що не тільки Фульда, але ще багато інших міст були зруйновані ядерними бомбами. Здається, що державного порядку більше не існує, оскільки ніяких заходів з надання допомоги не проводиться, не видно поліції або військових.

Роланд добровільно допомагає в місцевій лікарні і бачить там страждання поранених, які в значній мірі прибули в Шевенборн ззовні. І майже всі вони, окрім своїх серйозних травм, страждають також  від променевої хвороби. Роланд , як і весь персонал лікарні, навряд чи зможе їм чимось допомогти, тому що скоро не залишиться ні ліків, ні перев'язувальних матеріалів. Навіть дівчина, з якою хлопець подружився, врешті-решт помирає від променевої хвороби.

Одна вмираюча жінка просить Роланда подбати про її дітей, Йенса і Сілке. Роланд забирає їх додому, де його мати не може зрозуміти, що робити з цими дітьми. Але, незважаючи на мізерне харчування, ці двоє приймаються до родини.  Разом зі своєю шкільною подругою мати Роланда намагається доглядати за багатьма дітьми без батьків, які знаходяться у дворі лікарні.

Померлих ховають  у братських могилах. Санітарні умови стають все гіршими:   в Шевенборні вибухнула епідемія черевного тифу. Незабаром всі члени сім'ї, за винятком старшої сестри Роланда Джудіт, хворіють на тиф . Але у Джудіт з'являються перші симптоми променевої хвороби. Керстін, біологічна сестра Роланда, і Сілке, його зведена сестра, не переживають хворобу, вони помирають від черевного тифу.
Від променевої хвороби  помирає Джудіт.  Роланд і його батьки  одужують, але вони занадто слабкі,  щоб поховати Джудіт. Тому вони  передають  її тіло людям з поховальної команди, які збирають і спалюють мертвих. Як тільки Роланд з  батьком  приходять до тями, відразу починають збирати в місті продукти і дрова. Під час своїх мандрів вони помічають сліди радіоактивного забруднення на продуктах. Роланд  спочатку  не може нічого їсти через страх перед променевою хворобою, але незабаром голод перемагає. Ситуація стає ще складнішою, коли мати Роланда виявляє, що вона вагітна.

Роман залишає відкритим питання, наскільки великим був обмін ядерними ударами - принаймні, вся Центральна Європа, схоже, зруйнована.  Роланд і його батько стикаються з людьми з Чехословаччини, Нідерландів та інших країн, які мандрують у пошуках їжі. Одного разу вони самі також досягають  внутрішнього кордону Німеччини, який вже не охороняється,  і там дізнаються від місцевого жителя, що Айзенах і Майнінген зруйновані, а навколо Берліна „більше немає каменю на камені“. Проте офіційних новин все ще немає, лише повідомлення від тих людей, що вижили.

Також і те, що Франкфурт-на-Майні теж зруйнований,  герої побачать своїми очима: надивившись на страждання мешканців Шевенборна, мати Роланда розвиває тверду ідею про те, що в її рідному місті Франкфурті вже давно повинен бути наведений порядок. Батько намагається переконати її в тому, що Франкфурт, безумовно, теж повинен бути зруйнований. Але вона наполягає на своїй уяві про те, що там можливе нормальне життя, і її не можуть переконати навіть повідомлення свідків, які бачили повністю спустошений район Рейн-Майн. Всі факти вона вперто спростовує. Вона впевнена в тому, що місто ще має існувати! Усі доводи  вона ігнорує.

Нарешті вагітна мати збирає свої речі і хоче повернутися до Франкфурта з маленьким Йенсом. Батько не може її зупинити і вирішує, що буде краще, якщо всі члени сім'ї залишаться разом. Таким чином, сім'я переїжджає до Франкфурта і, як і слід було очікувати, бачить там тільки поле уламків. Вони вирішують повернутися до Шевенборна. На зворотному шляху маленький Йенс  помирає від грипу, епідемія якого,  вибухнувши, принесла безліч смертей. На зворотьому шляху сім'ї у багатьох місцях відмовляють у житлі, багато сіл обнесені колючим дротом і сторонніх в них більше не впускають, тому що жителі бояться чуми і злодіїв. Розчарований і повністю збентежений, Роланд і його батьки повертаються додому.

У Шевенборні сім'ю чекає неприємний сюрприз: сусідка, яка повинна була доглядати за їх будинком, тепер вважає його своєю власністю і забороняє їм заїхати до дому. У матері Роланда починаються передчасні пологи. Маленька дівчинка, народжується в руїнах. Мати вмирає при пологах. Через опромінення матері дитина народилася з серйозними вадами розвитку. Батько бачить, що дівчинка через інвалідність не має шансу вижити, а також він не може її прогодувати. Він вбиває маленьку Джесіку Марту.

Наприкінці роману Роланду 17 років . Він навчає дітей цього міста в школі, яку вони з батьком побудували. У короткому огляді в минуле повідомляється, як ті, що вижили продовжували в останні роки  знищуватися  через променеву хворобу та голод , тому що на полях через радіацію майже нічого не зростало.  Тільки завдяки випадково виявленим припасам підземної військової бази люди змогли пережити найгірший час. Але тим часом їхнє життя все ж таки трохи нормалізувалося.   Порядок серед тих, що вижили частково поновився. У Шевенборні навіть знову з'явився мер, і жителі намагаються якомога краще допомагати один одному. Тим не менш, майже всі з небагатьох дітей, які все ще народжуються, є інвалідами або вмирають через короткий час. Роланда припускає, що  хворі і збожеволілі діти його шкільного класу, можливо, є  „останніми дітьми Шевенборна“ ( „die letzten Kinder von Schewenborn“)- кінець роману.

## Класифікація у творчості автора
Роман можна класифікувати як книгу “для попередження і пробудження". Паузеванг публічно заявила  що"після цього ніхто не зможе сказати, що ми не знали". Це  книга, яку багато читають, особливо в школах. Книга, яка не залишає нікого байдужим, книга , яка не може не сподобатися читаючій аудиторії серед молоді, а також потрясти її. У деяких землях Німеччини, таких як Саксонія-Ангальт або Північний Рейн-Вестфалія, роман входить до шкільної програми восьмого класу.
Аналогічна Молодіжна книга того ж автора-"Хмара". Дія в обох романах відбувається в одному і тому ж місті. Обидва  відображають страх перед ядерним забрудненням, який був особливо сильним на початку 1980-х років,  і особливо посилився після аварії на Чорнобильському атомному реакторі 1986 року.
Хмара сьогодні вважається частиною "колективної пам'яті двадцяти-сорока п'яти річних людей" („kollektiven Gedächtnisses der Zwanzig- bis Fünfundvierzigjährigen“) у Західній Німеччині, оскільки вона була прочитана більшістю членів цього покоління на шкільних уроках.  Це, ймовірно, відноситься і до "Останніх дітей Шевенборна".

## Критика
Йорг Сандермайер  у своєму виступі для журналу  Флутер підкреслює протиріччя книги. Паузеванг шокує, але не пояснює. Використовуючи пластичні описи наслідків ядерної війни, Паузеванг хоче застерегти читача.  В цьому вона виявляється типовим представником руху за мир 1980-х років. Однак, з сьогоднішньої точки зору, тема роману виглядає анахронізмом. Крім того, виділяється "кровожерна" мова, а також недиференційоване звернення до терміну Голокост і тематики евтаназії. Зрештою, перспектива 13-річного хлопчика також заважає об'єктивному погляду на обставини ядерної війни

## Премії
- 1983:  La vache qui lit[de]
- 1983:  Buxtehuder Bulle[de]
- 1984: Премія миру Густава Хайнемана за книги для дітей та молоді[de]